# Duruca, Nusaybin
Duruca là một thị trấn thuộc huyện Nusaybin, tỉnh Mardin, Thổ Nhĩ Kỳ. Dân số thời điểm năm 2010 là 3.292 người.